# El caballo de dos piernas
El caballo de dos piernas (en persa اسب دوپا, Asbe dopá) es una película iraní dirigida por Samira Makhmalbaf y estrenada en el año 2008.

## Argumento
En un pueblo afgano, un joven campesino compite con otros por conseguir un trabajo poco habitual: ser el encargado de transportar sobre sus hombros a un niño sin piernas. Después de algunas pruebas, el padre del niño elige al campesino. Por un dólar al día tendrá que llevarle al colegio, jugar con él e incluso bañarle. Poco a poco, los chicos inician una relación especial, pero el niño sin piernas se da cuenta de que no quiere tener a nadie a su cargo, sino que su padre le compre un caballo.